# لوزون
لوزون هي أكبر جزر الفلبين وعاصمتها مانيلا. وتشكل مع كل من 
بيسايا (مجموعة الجزر الوسطى) ومنداناو (مجموعة الجزر الجنوبية) ما يعرف بأرخبيل الفيليبين.

## أعلام
- جورج فلمنج ديفيس
- راشيل جرانت
- جيمس دالتون الثاني
- ويليام ر. شوكلي